# Ministerpräsident des Landes Sachsen-Anhalt
Der Ministerpräsident des Landes Sachsen-Anhalt steht an der Spitze der Exekutive des Landes Sachsen-Anhalt. Maßgebliche Rechtsgrundlage für sein Amt ist die Verfassung des Landes Sachsen-Anhalts.
Seit dem 19. April 2011 ist Reiner Haseloff (CDU) der achte Ministerpräsident des Landes Sachsen-Anhalt.

## Beschreibung
Der Amtssitz des Ministerpräsidenten von Sachsen-Anhalt ist die Staatskanzlei in Magdeburg.
Der Ministerpräsident leitet die Geschäfte der Landesregierung von Sachsen-Anhalt und trägt die Verantwortung gegenüber dem Landtag von Sachsen-Anhalt, er besitzt also eine Richtlinienkompetenz. Bei Stimmengleichheit in der Landesregierung gibt seine Stimme den Ausschlag. Der Ministerpräsident wird vom Landtag auf eine Dauer von fünf Jahren gewählt. Ihm steht das Recht zu, die Zahl der Minister und ihre Geschäftsbereiche festzulegen. Außerdem besitzt er das Begnadigungsrecht und vertritt Sachsen-Anhalt nach außen.
Nach der Wahl durch den Landtag von Sachsen-Anhalt hat der Ministerpräsident im Landtag folgenden Eid abzulegen:
„Ich schwöre, dass ich meine Kraft dem Wohle des Volkes widmen, Verfassung und Gesetz wahren, meine Pflichten gewissenhaft erfüllen und Gerechtigkeit gegen jedermann üben werde.“

## Landesregierungen von 1946 bis 1952
| Ministerpräsident     | beteiligte Parteien      | Zeitraum  | Kabinett             |
| --------------------- | ------------------------ | --------- | -------------------- |
| Erhard Hübener (LDP)  | LDP, KPD, SPD, SED       | 1945–1946 | Kabinett Hübener I   |
| Erhard Hübener (LDP)  | LDP, SED, CDU            | 1946–1949 | Kabinett Hübener II  |
| Werner Bruschke (SED) | SED, LDP, CDU, NDPD      | 1949–1950 | Kabinett Bruschke I  |
| Werner Bruschke (SED) | SED, CDU, LDP, NDPD, DBD | 1950–1952 | Kabinett Bruschke II |

Durch Gesetz vom 23. Juli 1952 wurde das Land Sachsen-Anhalt aufgelöst und sein Gebiet in die neuen Bezirke Halle und Magdeburg aufgeteilt.

## Landesregierungen seit 1990
Die Landesregierung als Kollegialorgan, der Ministerpräsident und die Ministerien gelten (neben dem Rechnungshof) als oberste Landesbehörden. Die Regierung legt ihre Geschäftsbereiche eigenverantwortlich fest, der Landtag muss diesem aber Beschluss zustimmen. Zur Ausübung der Amtsgeschäfte besteht die Staatskanzlei und Ministerium für Kultur als Behörde des Ministerpräsidenten und 9 Fachministerien:
- Staatskanzlei und Ministerium für Kultur
- Ministerium für Inneres und Sport
- Ministerium der Finanzen
- Ministerium für Bildung
- Ministerium für Wissenschaft, Energie, Klimaschutz und Umwelt
- Ministerium für Arbeit, Soziales, Gesundheit und Gleichstellung
- Ministerium für Wirtschaft, Tourismus, Landwirtschaft und Forsten
- Ministerium für Justiz und Verbraucherschutz
- Ministerium für Infrastruktur und Digitales

Aufgrund von Landtagswahlen und Regierungsumbildungen amtierten im 1990 wieder hergestellten Land Sachsen-Anhalt bisher folgende Kabinette:
| Ministerpräsident       | Regierungsparteien | Zeitraum  | Kabinett              |
| ----------------------- | ------------------ | --------- | --------------------- |
| Gerd Gies (CDU)         | CDU, FDP           | 1990–1991 | Kabinett Gies         |
| Werner Münch (CDU)      | CDU, FDP           | 1991–1993 | Kabinett Münch        |
| Christoph Bergner (CDU) | CDU, FDP           | 1993–1994 | Kabinett Bergner      |
| Reinhard Höppner (SPD)  | SPD, Grüne         | 1994–1998 | Kabinett Höppner I    |
| Reinhard Höppner (SPD)  | SPD                | 1998–2002 | Kabinett Höppner II   |
| Wolfgang Böhmer (CDU)   | CDU, FDP           | 2002–2006 | Kabinett Böhmer I     |
| Wolfgang Böhmer (CDU)   | CDU, SPD           | 2006–2011 | Kabinett Böhmer II    |
| Reiner Haseloff (CDU)   | CDU, SPD           | 2011–2016 | Kabinett Haseloff I   |
| Reiner Haseloff (CDU)   | CDU, SPD, Grüne    | 2016–2021 | Kabinett Haseloff II  |
| Reiner Haseloff (CDU)   | CDU, SPD, FDP      | seit 2021 | Kabinett Haseloff III |